# Maisons-du-Bois-Lièvremont
Maisons-du-Bois-Lièvremont är en kommun i departementet Doubs i regionen Bourgogne-Franche-Comté i östra Frankrike. Kommunen ligger i kantonen Montbenoît som tillhör arrondissementet Pontarlier. År 2022 hade Maisons-du-Bois-Lièvremont 846 invånare.

## Befolkningsutveckling
Antalet invånare i kommunen Maisons-du-Bois-Lièvremont
Referens:INSEE